# Мунте, Людвиг (художник)
Людвиг Мунте (норв. Ludvig Munthe; 11 марта 1841 — 30 марта 1896) — немецкий художник, живописец, представитель движения реализма.

## Биография
Людвиг Мунте родился в Аёрене, недалеко от коммуны Согндал, в губернии Согн-ог-Фьюране. Переехал в Берген в 1858 году, где был впервые обучен Францем Вильгельмом Ширц, немецким архитектором и художником, живущим в Норвегии. Позже Людвиг Мунте переехал в Дюссельдорф, где стал учеником Альберта Фламма в Дюссельдорфской академии искусств. Для постоянного проживания он выбрал Дюссельдорф. В 1878 году был посвящён в рыцари Французского Почётного Легиона. 3 года спустя, в 1881 году, был назначен рыцарем ордена Святого Олава.

## Творчество
Мунте путешествовал в Голландию, привлечённый её пейзажами и вдохновлённый голландской живописью, что видел в галереях. Реализм характеризует его картины, в некоторых чертах сходного с творчеством Шарля-Франсуа Добиньи и венгерского художника Михайя Мункачи. Людвиг не комбинировал яркие композиционные цвета, предпочитая серые, холодные и охристые пигменты. Частыми сюжетами в его картинах были осенние или зимние пейзажи в бурную погоду, береговые и лесные композиции, окутанные мрачной атмосферой. Реже можно увидеть городские пейзажи. В его картинах часто мелькают голые деревья, напоминающие тонкие кисти рук, а также заходящее Солнце или полная Луна, скрывающаяся за облаками. Людей он писал редко и если изображал, то не детально. Его картины охарактеризованы тщательным отбором колористических гармоний, тональный диапазон не ограничивался ярким светом и глубокими тенями. Зимние пейзажи Мунте предпочитал писать во второй половине дня или к вечеру, когда уже смеркалось и наступали сумерки. Также он писал после грозы или во время заката, когда небо играет разными красками. В течение последующих несколько лет Мунте повторял и дополнял мотивы своих лучших полотен. Людвиг Мунте считается лучшим представителем стиля Дюссельдорфской школы искусств в XIX веке. Он умер в Дюссельдорфе 30 марта 1896 года в возрасте 55-ти лет.